# Osoriella
Osoriella là một chi nhện trong họ Anyphaenidae.